# 朱睦楧
南陵庄裕王朱睦楧（1499年—1567年），明朝周国荣悼世子追封周悼王朱安㶇庶出第九子，也是明朝唯一的南陵王。

## 生平

### 受封
朱安㶇被追封为周悼王，朱睦桎的兄长周恭王朱睦㰂奏称朱安㶇作为世子去世，既然已经追封为王，朱睦楧等人也应该按追封晋靖王朱奇源之子的例子，作为王子加封为郡王。正德八年（1513年）四月，朝廷遣定西侯蒋壑、建平伯高霳、清平伯吴杰、恭顺侯吴世兴、安乡伯张坤、伏羌伯毛锐、成安伯郭宁、崇信伯费柱为正使，翰林院编修崔铣、行人司行人詹轼、兵部署郎中刘乾、中书舍人傅完、刑科都给事中李铎、刑部署郎中王秉良、鸿胪寺右少卿王希孟、礼部署郎中都穆为副使，持节册封朱睦楧为南陵王。
朱睦楧敏达有识。嘉靖十二年（1533年）九月，因周恭王所请，明世宗赐朱睦楧《敬一箴》、《性理大全》、《大学衍义》各一部。
二十年（1541年）五月，朱睦楧侄孙周庄王朱朝堈奏本府的叔祖父应城王朱睦桎、益阳王朱睦楮、朱睦楧、叔父华亭王朱勤熂、宝坻王朱勤炬、商城王朱勤烒、修武王朱勤烶、安吉王朱勤𤊹都是首封郡王，按例岁禄二千石，但实际上只有千石，请求增加。伊王朱訏淳也为自己的儿子万安王朱典櫍提出同样请求。户部商议，世宗认为受封在成例之前的不准，仅同意增加安吉王的岁禄。
二十一年（1542年）四月，朱睦楧奏请献三年禄米助建宗庙，世宗认为宗室多无法领取全额俸禄，应该自给，下诏制止。
嘉靖四十二年（1563年），朱睦楧主动上书，提出对宗室“立宗学以崇德教，设科选以励人才，严保勘以杜冒滥，革冗职以除素餐，戒奔竞以息饕贪，制拜扫以广孝思，立忧制以省禄费”。礼部请求交各王府令商议，同时也由礼部会合官员定拟，最后获准。诸藩王也稍稍陈说利弊，礼部尚书李春芳汇总上报，四十四年（1565年）二月颁布《宗藩条例》，其中多采纳了朱睦楧的意见。

### 身后
隆庆元年（1567年）薨，谥庄裕。无子，国除。三年（1569年）六月，河南巡抚都御史李邦珍奏本省宗藩没有到账的禄粮已达六十余万，请求将朱睦楧的一半遗产免于解送京师，改为原地留下补充本府宗仪禄米，穆宗下诏准许。朱睦楧的遗产都被收入侄曾孙周敬王朱在铤宫中。王弟安昌王朱在鉷因而率左右贪图之，为宗人所弹劾。五年（1571年）八月，河南抚按官上报调查结果，请求将朱在鉷及承奉内使等侵占的银两没入县官补充贫穷宗室的岁禄，获准。